# ابن کثیر فرغانی

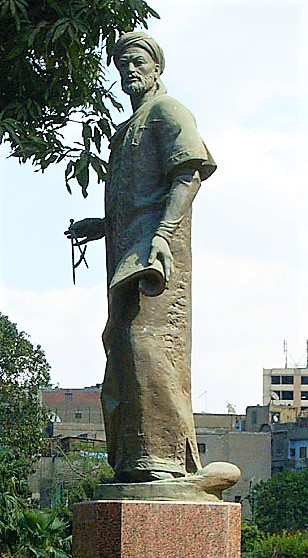
پیکره‌ای از فرغانی در مصر

ابوالعباس احمد ابن محمد ابن کثیر فَرغانی (۸۰۰–۸۷۰ میلادی) در غرب: Alfraganus ستاره‌شناس ایرانی مسلمان و اهل خراسان در قرن نهم میلادی بود. او با همکاری گروهی از دانشمندان بدستور خلیفه مأمون اقدام به محاسبه قوس یک درجه زمین و تعیین مایل عباسی کرد.
محاسبات او مورد استفاده کوپرنیک و کلمب قرارگرفته است.
یکی از دهانه‌های برخوردی کره ماه بنام او دهانه فرغانی نام‌گذاری شده‌است.
پیش از رگیومونتانوس (۷۶–۱۴۳۶) کتاب فرغانی فی جوامع االعلم النجوم از کتاب‌های درسی رایج ستاره‌شناسی در اروپا بود و چاپ‌ها و ترجمه‌های متعدد از آن منتشر شد.

## پیشینه
فرغانی، از مردم فَرغانهٔ فرارود، در خدمت مأمون بود و شاید همان کسی باشد که به گفتهٔ ابن ابی اصیبعة

## آثار
کتاب او به نام «جوامع علم النجوم و الحرکات السماویة» در سده دوازدهم میلادی توسط گراردوس کرمونایی و یوحنای اشبیلی به لاتینی ترجمه شد. ترجمهٔ یوحنا به سال ۱۴۹۳ در فرار او به سال ۱۵۳۷ در نورمبرگ و به سال ۱۵۴۶ در پاریس و به سال ۱۹۴۳ در برکلی به چاپ رسیده‌است و ترجمهٔ گراردوس را کامپانی به سال ۱۹۱۰ در ایتالیا انتشار داد.
یاکوب گولیوس به سال ۱۶۶۹ در آمستردام متن عربی کتاب را با ترجمهٔ لاتینی و تفسیر بسیار مفصلی منتشر کرد.
فرغانی دو کتاب دیگر به نام‌های الکامل فی الاسطرلاب و فی صناعة الاسطرلاب نیز داشته که نسخه‌هایی از این کتاب اخیر در کتابخانه‌های ملی برلن و پاریس موجود است. ابن ندیم در الفهرست (چاپ افست بیروت ۱۹۶۴، ص ۲۷۹) کتاب دیگری به نام کتاب عمل الرخامات به او نسبت داده‌است که بعضی آن را مربوط به ساختن شاخص آفتابی دانسته‌اند.

## کارهای مهندسی
ساخت نیل سنج بدستور خلیفه متوکل برای اندازه‌گیری میزان آب و شفافیت آن

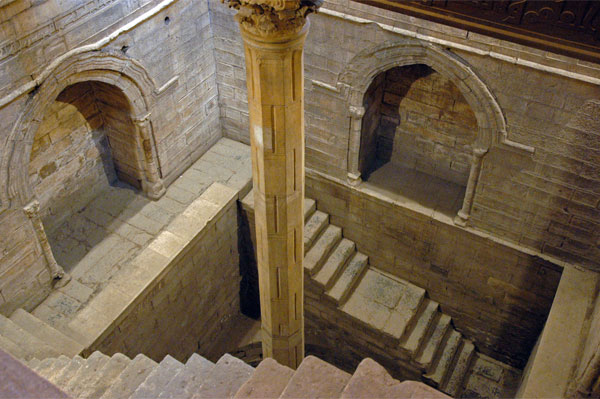
نیل سنج

همکاری با بنوموسی در ایجاد کانال جعفری در مصر بدستور خلیفه متوکل